# Serie A 2018./19.
Serie A 2018./19. je bila 117. sezona prve talijanske nogometne lige. Započela je 18. kolovoza 2018., a završila 26. svibnja 2019. godine. Prvenstvo je s 90 bodova osvojio Juventus, kojem je to bio 35. naslov prvaka Italije u povijesti, osmi zaredom.

## Momčadi i stadioni
| Momčad         | Grad      | Stadion                        | Kapacitet |
| -------------- | --------- | ------------------------------ | --------- |
| Atalanta       | Bergamo   | Stadio Atleti Azzurri d'Italia | 21300     |
| Bologna        | Bologna   | Stadio Renato Dall'Ara         | 38279     |
| Cagliari       | Cagliari  | Sardegna Arena                 | 16233     |
| Chievo         | Verona    | Stadio Marc'Antonio Bentegodi  | 38402     |
| Empoli         | Empoli    | Stadio Carlo Castellani        | 16284     |
| Fiorentina     | Firenca   | Stadio Artemio Franchi         | 43147     |
| Frosinone      | Frosinone | Stadio Benito Stirpe           | 16227     |
| Genoa          | Genova    | Stadio Luigi Ferraris          | 36685     |
| Internazionale | Milano    | Stadio Giuseppe Meazza         | 80018     |
| Juventus       | Torino    | Juventus Stadium               | 41507     |
| Lazio          | Rim       | Stadio Olimpico                | 72698     |
| Milan          | Milano    | Stadio Giuseppe Meazza         | 80018     |
| Napoli         | Napulj    | Stadio San Paolo               | 60240     |
| Parma          | Parma     | Stadio Ennio Tardini           | 27906     |
| Roma           | Rim       | Stadio Olimpico                | 72698     |
| Sampdoria      | Genoa     | Stadio Luigi Ferraris          | 36685     |
| Sassuolo       | Sassuolo  | Mapei Stadium                  | 23717     |
| SPAL           | Ferrara   | Stadio Paolo Mazza             | 16164     |
| Torino         | Torino    | Stadio Olimpico Grande Torino  | 27994     |
| Udinese        | Udine     | Stadio Friuli                  | 25132     |

## Poredak na kraju sezone
| #   | Momčad     | Ut. | Pob. | N. | Por. | G+ | G- | RG  | Bod. |                                                      |
| --- | ---------- | --- | ---- | -- | ---- | -- | -- | --- | ---- | ---------------------------------------------------- |
| 1.  | Juventus   | 38  | 28   | 6  | 4    | 70 | 30 | +40 | 90   | Kvalificirali se izravno u grupnu fazu Lige prvaka   |
| 2.  | Napoli     | 38  | 24   | 7  | 7    | 74 | 36 | +38 | 79   | Kvalificirali se izravno u grupnu fazu Lige prvaka   |
| 3.  | Atalanta   | 38  | 20   | 9  | 9    | 77 | 46 | +31 | 69   | Kvalificirali se izravno u grupnu fazu Lige prvaka   |
| 4.  | Inter      | 38  | 20   | 9  | 9    | 57 | 33 | +24 | 69   | Kvalificirali se izravno u grupnu fazu Lige prvaka   |
| 5.  | Milan      | 38  | 19   | 11 | 8    | 55 | 36 | +19 | 68   |                                                      |
| 6.  | Roma       | 38  | 18   | 12 | 8    | 66 | 48 | +18 | 66   | Kvalificirali se izravno u grupnu fazu Europske lige |
| 7.  | Torino     | 38  | 16   | 15 | 7    | 52 | 37 | +15 | 63   | Kvalificirali se u drugo pretkolo Europske lige      |
| 8.  | Lazio      | 38  | 17   | 8  | 13   | 56 | 46 | +10 | 59   | Kvalificirali se izravno u grupnu fazu Europske lige |
| 9.  | Sampdoria  | 38  | 15   | 8  | 15   | 60 | 51 | +9  | 53   |                                                      |
| 10. | Bologna    | 38  | 11   | 11 | 16   | 48 | 56 | -8  | 44   |                                                      |
| 11. | Sassuolo   | 38  | 9    | 16 | 13   | 53 | 60 | -7  | 43   |                                                      |
| 12. | Udinese    | 38  | 11   | 10 | 17   | 39 | 53 | -14 | 43   |                                                      |
| 13. | SPAL       | 38  | 11   | 9  | 18   | 44 | 56 | -12 | 42   |                                                      |
| 14. | Parma      | 38  | 10   | 11 | 17   | 41 | 61 | -20 | 41   |                                                      |
| 15. | Cagliari   | 38  | 10   | 11 | 17   | 36 | 54 | -18 | 41   |                                                      |
| 16. | Fiorentina | 38  | 8    | 17 | 13   | 47 | 45 | +2  | 41   |                                                      |
| 17. | Genoa      | 38  | 8    | 14 | 16   | 39 | 57 | -18 | 38   |                                                      |
| 18. | Empoli     | 38  | 10   | 8  | 20   | 51 | 70 | -19 | 38   | Ispali u Serie B                                     |
| 19. | Frosinone  | 38  | 5    | 10 | 23   | 29 | 69 | -40 | 25   | Ispali u Serie B                                     |
| 20. | Chievo     | 38  | 2    | 14 | 22   | 25 | 75 | -50 | 17   | Ispali u Serie B                                     |

## Najbolji strijelci lige
| Poz. | Igrač              | Klub        | Golovi |
| ---- | ------------------ | ----------- | ------ |
| 1    | Fabio Quagliarella | Sampdoria   | 26     |
| 2    | Duván Zapata       | Atalanta    | 23     |
| 3    | Krzysztof Piątek   | Genoa/Milan | 22     |
| 4    | Cristiano Ronaldo  | Juventus    | 21     |
| 5    | Arkadiusz Milik    | Napoli      | 17     |

## Najbolji asistenti lige
| Poz. | Igrač              | Klub      | Asistencije |
| ---- | ------------------ | --------- | ----------- |
| 1    | Alejandro Gómez    | Atalanta  | 11          |
| 1    | Dries Mertens      | Napoli    | 11          |
| 3    | José Callejón      | Napoli    | 10          |
| 3    | Suso               | Milan     | 10          |
| 5    | Rodrigo De Paul    | Udinese   | 8           |
| 5    | Manuel Lazzari     | SPAL      | 8           |
| 5    | Fabio Quagliarella | Sampdoria | 8           |
| 5    | Cristiano Ronaldo  | Juventus  | 8           |

## Nagrade
| Nagrada              | Osvajač                 | Klub      |
| -------------------- | ----------------------- | --------- |
| Najkorisniji igrač   | Cristiano Ronaldo       | Juventus  |
| Najbolji mladi igrač | Nicolò Zaniolo          | Roma      |
| Najbolji golman      | Samir Handanović        | Inter     |
| Najbolji branič      | Kalidou Koulibaly       | Napoli    |
| Najbolji vezni igrač | Sergej Milinković-Savić | Lazio     |
| Najbolji napadač     | Fabio Quagliarella      | Sampdoria |